# سی سی لند
سی سی لند (انگلیسی: C C Land) شرکت املاک چینی است، که در سال ۱۹۹۲ تأسیس شد.